# Hildegardia perrieri
Hildegardia perrieri là một loài thực vật có hoa trong họ Cẩm quỳ. Loài này được (Hochr.) Arènes mô tả khoa học đầu tiên năm 1956.